# Alan Quinlan
Alan Quinlan (* 13. Juli 1974 in Tipperary, Irland) ist ein ehemaliger irischer Rugby-Union-Spieler, der auf den Positionen Flügelstürmer und Nummer Acht spielte. Er war für die Region Munster und die irische Nationalmannschaft aktiv.
Quinlan durchlief die Jugendnationalmannschaften Irlands, bevor er bei der Weltmeisterschaft 1999 erstmals für die Herrenauswahl des Landes zum Einsatz kam. Bei der nächsten WM begann eine Verletzungsserie, die ihn in den folgenden Jahren immer wieder außer Gefecht setzte. Im Jahr 2006 gewann er mit Munster erstmals den Heineken Cup, was ihm 2008 erneut gelang. Er wurde im Jahr 2009 für die Tour der British and Irish Lions nach Südafrika nominiert. Aufgrund unsportlichen Verhaltens im Heineken-Cup-Halbfinale gegen Leinster wurde er jedoch für zwölf Wochen gesperrt und konnte so nicht an der Tour teilnehmen. Ende der Saison 2010/11 trat Quinlan zurück.